# Stillwater (Minnesota)
Stillwater is een plaats (city) in de Amerikaanse staat Minnesota, en valt bestuurlijk gezien onder Washington County.

## Demografie
Bij de volkstelling in 2000 werd het aantal inwoners vastgesteld op 15.143.
In 2006 is het aantal inwoners door het United States Census Bureau geschat op 17.781, een stijging van 2638 (17.4%).

## Geografie
Volgens het United States Census Bureau beslaat de plaats een oppervlakte van
19,0 km², waarvan 16,8 km² land en 2,2 km² water. Stillwater ligt op ongeveer 293 m boven zeeniveau.

## Plaatsen in de nabije omgeving
De onderstaande figuur toont nabijgelegen plaatsen in een straal van 12 km rond Stillwater.

## Geboren
- Scott Steindorff (1959), film- en televisieproducent
- Denis McDonough (1969), ambtenaar en politicus